# 게모니아이 계단

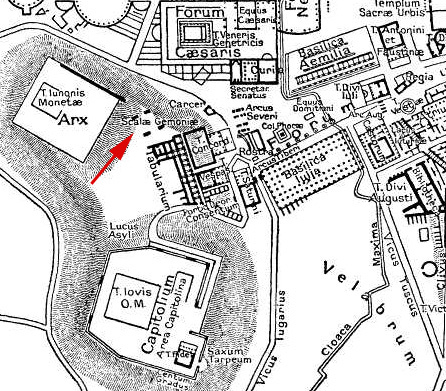
로마 제국 시기 게모니아이 계단 추정 장소를 나타내는 카피톨리노 언덕 지도.

게모니아이 계단(라틴어: Scalae Gemoniae, 이탈리아어: Scale Gemonie)은 고대 로마시에 있었던 계단이다. 비탄의 계단이라는 별칭을 지녔던, 이 계단은 로마 역사에서 사형 장소로 악명 높았다.

## 위치

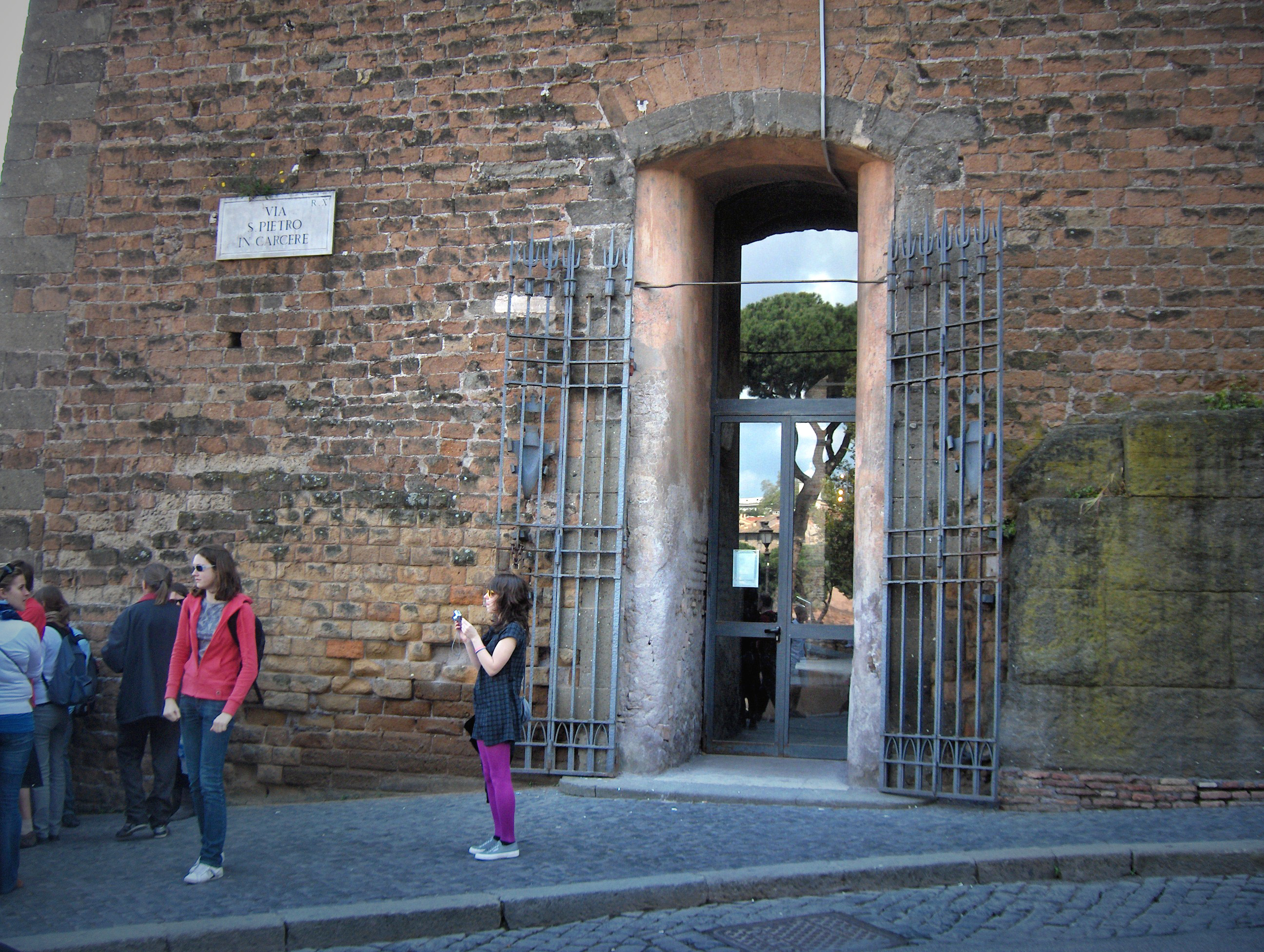
캄피돌리오에 근접한 카르체레의 산 피에트로 거리

게모니아이 계단은 카피톨리노 언덕의 신전에서 포룸 로마눔으로 내려가는, 로마의 중심부에 있었다. 포룸에서 보았을 때, 계단은 왼쪽에는 타불라리움과 콩코르디아 신전을, 오른쪽에는 툴리아눔을 통과했다. 게모니아이 계단의 위치는 과거 툴리아눔의 흔적인 현재의 산 피에트로 인 카르체레 거리와 거의 일치한다고 여겨진다.

게모니아이 계단은 티베리우스 재위 (14-37년) 이전 어느 시기에 지어진 것으로 여겨지는데, 이보다 앞선 시기의 사료들에서 그 이름이 언급되지 않았다. 처형장으로서 첫 사용은 주로 티베리우스 후대의 통치 시기에 관한 그의 편집증적 권력 사용과 관련이 있다.

## 처형
처형을 선고 받은 자들은 자신들의 시신이 결박되어 게모니아이 계단으로 던져지기 앞서 교살을 당했다. 가끔식 처형당한 자들의 시신들이 로마의 다른 곳에서 전시되기 위해 이곳으로 옮겨지기도 하였다. 시체는 일반적으로 포룸 로마눔에서 훤히 보이는 가운데 남은 기간 동안 계단에서 부패하도록 방치되고, 개들이나 그 외에 썩은 고기를 먹는 동물이 뜯어 먹게 두었다가, 결국엔 테베레강으로 던져졌다.
이 계단에서 죽음은 극도로 불명예스럽고 끔직한 것으로 여겨졌지만, 몇몇 원로원 의원들 및 심지어는 황제까지도 여기에서 죽음을 맞이했다. 이곳에서 사망한 이들 중에 유명한 사람에는 친위대 사령관 루키우스 아일리우스 세야누스와 비텔리우스 황제가 있었다. 세야누스는 티베리우스 황제의 친구로 서기 39년의 음모 사건에 연루되어 있었다. 카시우스 디오에 의하면, 세야누스는 교살을 당하여 게모니아이 계단으로 던져졌고, 군중들이 삼일간 그의 시신을 훼손했다고 한다. 얼마 안 있어, 그의 자녀들도 이곳에서 유사하게 처형당했다.
비텔리우스는 로마의 장군으로, 이른바 네 명의 황제의 해라고 불린 서기 69년에 세 번째로 로마 황제가 되었다. 그는 오토가 4월 16일에 자결하면서 황제로 즉위했으나, 황제로 8달밖에 살지 못했다. 베스파시아누스의 군대에 자신의 병력이 패하자, 그는 항복하기로 결정했으나 친위대는 그가 로마시 밖으로 나가도록 하는 걸 거부하였다. 베스파시아누스의 병력이 로마에 입성하자, 그는 숨어 있던 곳에서 끌려나와, 게모니아이 계단으로 던져져 사망했다. 그의 유언은 "한때 나는 너의 황제였단 말이다"이다.
같은 계단에서, 데케발루스의 머리가 그의 오른손과 같이 서기 106년에 던져졌다.

## 유사한 장소
공화정 시기에, 카피톨리노 언덕 꼭대기 남쪽의 가파른 절벽인 타르페이아 절벽은 게모니아이 계단과 비슷한 목적으로 사용되었다. 쿠아이스토레스 파리시디(quaestores parricidii)에게 유죄를 선고받으면, 살인자들 및 반역자들은 절벽 밑으로 던져져 죽음을 맞이했다. 심각한 정신 지체 및 신체 장애를 겪는 아이들은 신들의 저주를 받았다고 생각되어, 같은 운명에 처해졌다.